# Маспала
Маспала (грец. Μέσπλη/ Μέσπελλη) — за Гезіхієм богиня Місяця у скіфів (ймовірно у дещо пізніших сармато-аланських груп).
Етимологія:
грец. Μέσπλη/ Μέσπελλη < скіф. Māspallā < авест. pərənō-māh- = санс.  рūrna-mās- — укр. «повний місяць».
У «Анабазісі» Ксенофонта останнім притулком дружини царя Астіага названо фортецю Меспіла (грец. "Μέσπιλα"), до якої вона втекла від Кіра II.